# Baile en Kenwood House de 1914

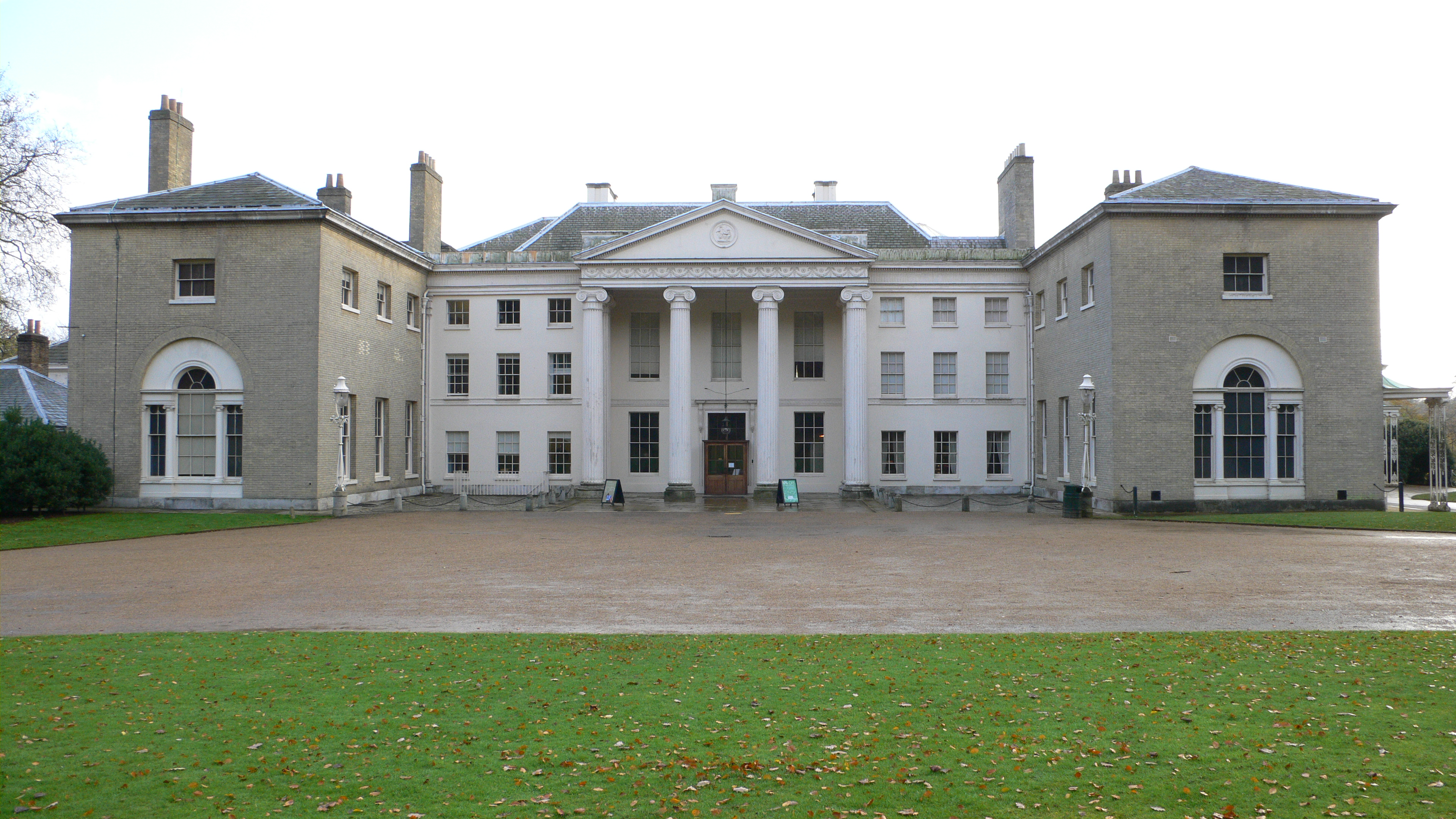
La entrada norte de Kenwood House, 2005.

El gran duque Miguel Mijáilovich de Rusia celebró un baile en Kenwood House, Londres, el 11 de junio de 1914. El baile se llevó a cabo en honor a las hijas de Miguel, Anastasia y Nadejda, y marcó el debut en sociedad de esta última, que tenía 18 años. Al baile de la Casa Kenwood de 1914 asistió una gran cantidad de nobles británicos y extranjeros, incluidos Jorge V y María de Teck, y fue uno de los últimos grandes eventos sociales antes del comienzo de la Primera Guerra Mundial. La velada contó con cena y baile a cargo de Maurice Mouvet y Florence Walton. Esta última fue la primera actuación de bailarines estadounidenses a pedido real; María solicitó específicamente una demostración del polémico tango ya que no había visto ninguna antes. El baile después de la cena contó con la asistencia de 2.000 miembros de la alta sociedad y estuvo acompañado por una orquesta vienesa.

## Fondo

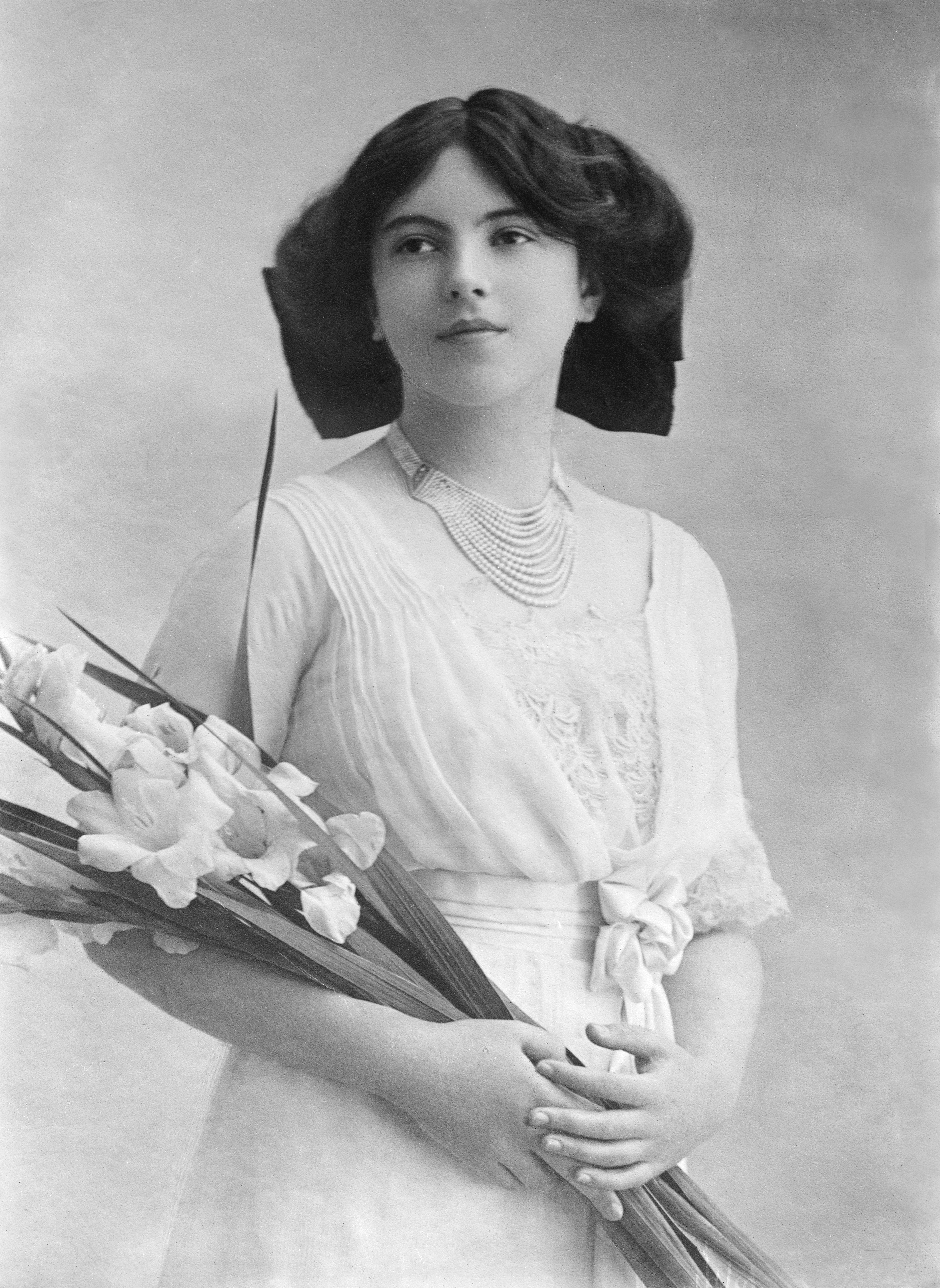
Nada, foto c. 1914.

Kenwood House fue ocupada por el gran duque Miguel Mijáilovich de Rusia. Era tataranieto de la gobernante rusa Catalina la Grande y primo segundo del entonces zar Nicolás II. Miguel había vivido en el exilio en Europa occidental, y particularmente en el Reino Unido, desde que se casó con la condesa Sofía de Merenberg en 1891. El matrimonio morganático se había llevado a cabo en Italia sin el permiso de sus padres y era ilegal según la ley rusa. Miguel alquiló Kenwood House desde 1910, por 2200 libras al año. Participó activamente en el circuito social de Londres y celebró muchas fiestas y bailes allí.
El baile del 11 de junio de 1914 estaba destinado a marcar la puesta de largo de la hija de Miguel, la condesa Nadejda de Torby (conocida como Nada), de 18 años, y se dio a su nombre y al de su hermana de 22 años, la condesa Anastasia de Torby (conocida como Zia). El baile fue uno de los últimos grandes eventos sociales antes del estallido de la Primera Guerra Mundial y contó con la presencia de nobleza de estados europeos que serían enemigos en pocas semanas.

## Cena

Jorge V y la reina María, en 1914.

En preparación para el evento, se iluminaron los terrenos y entradas de vehículos de Kenwood Hall y se decoraron las habitaciones con flores y helechos frescos. El acto comenzó con una cena a la que asistieron numerosos invitados distinguidos. Los principales invitados fueron el rey Jorge V y la reina María de Teck. Miguel los recibió en la entrada norte de la casa, mientras que los otros invitados fueron recibidos por la condesa Torby en la habitación estilo Adams. La presencia de los soberanos requirió un número mayor de lo habitual de agentes de la Policía Metropolitana (así como todo el contingente de la Policía de Palacio) debido a una mayor amenaza de acción sufragista violenta.
Otros invitados reales a la cena fueron la princesa Beatriz, la princesa Cristiana de Schleswig-Holstein, la princesa Elena Victoria de Schleswig-Holstein y el almirante príncipe Luis de Battenberg. Otros asistentes incluyeron a la duquesa de Marlborough, el duque y la duquesa de Sutherland, el conde y la condesa de Leicester, el conde y la condesa de Mar y Kellie, el conde y la condesa de Derby y su hija Lady Victoria Stanley, el conde y la condesa de Essex, el conde y la condesa de Granard, el conde Howe, el vizconde y la vizcondesa Curzon, Lord y Lady Nunburnholme, Lord Herbert Vane-Tempest, Lady de Trafford, Lady Desborough, Lord Annaly, el ex primer ministro Arthur Balfour, Charles Cust y el Honorable Basil Fitzherbert. Los asistentes extranjeros incluyeron a la gran duquesa Anastasia de Mecklenburgo-Schwerin y al marqués de Soveral. Todos los invitados estuvieron sentados en una única mesa larga durante la cena.

## Exhibición de danza
Después de la cena hubo una demostración de baile a cargo del matrimonio Maurice Mouvet y Florence Walton. La pareja se convirtió en los primeros bailarines estadounidenses en aparecer en una actuación por orden real. El tango, un baile relativamente nuevo, se había representado en París desde alrededor de 1910 y se había bailado en Londres desde 1912, aunque la prensa se opuso debido a su supuesta inmoralidad. A pesar de las críticas, el baile ganó popularidad durante las siguientes dos temporadas sociales y originalmente estaba programado para realizarse en el baile de Kenwood House. En ese momento se rumoreaba que María había prohibido el baile en la corte y se eliminó del programa.
Mouvet y Walton completaron una serie de otros bailes y María expresó su decepción porque no se mostró un tango, que nunca antes había visto. Entonces, la pareja realizó un baile improvisado de siete minutos para la reina. En deferencia a la audiencia, Walton decidió no usar el atuendo habitual de tango de una falda con aberturas en los lados y actuó con un vestido cerrado hasta los tobillos con una pequeña cola, que sostenía en la mano mientras bailaba. La actuación mostró las figuras tangueras de El Paseo, La Marcha, El Corte, Paseo con Golpe, La Media Luna, Las Tijeras, La Rueda y El Ocho. Una selección típica de la época, cuando el baile aún no estaba formalizado y los estilos del baile variaban mucho entre los diferentes artistas. María indicó que estaba encantada con la demostración de tango, aunque se notó que Jorge V mostró poca reacción a cualquier baile excepto por un baile grotesque en solitario de Mouvet. La demostración de baile duró alrededor de 45 minutos, más de lo programado, y provocó que Mouvet y Walton llegaran tarde a una actuación esa noche en el Alhambra Theatre de Londres.

## Baile

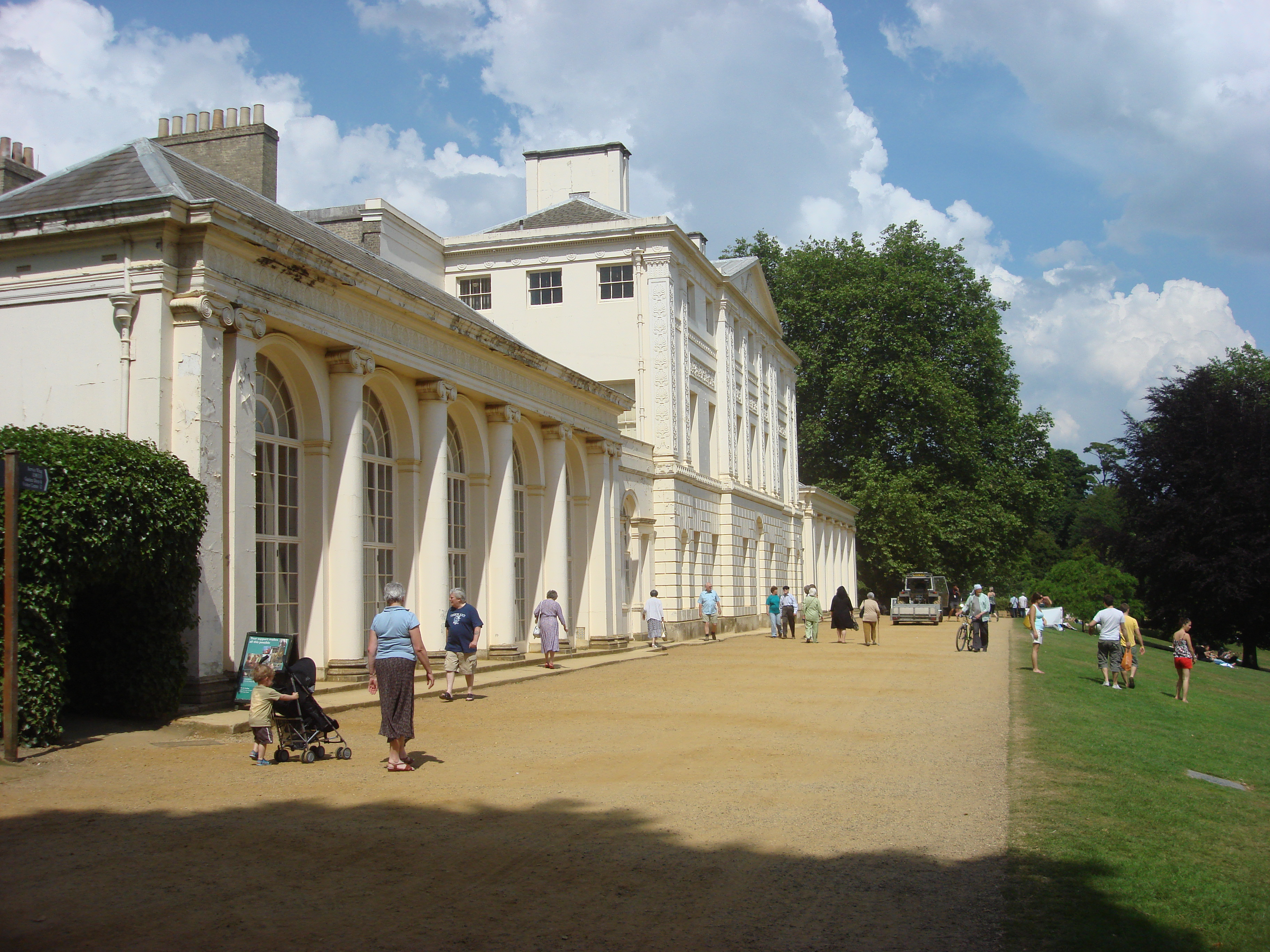
La terraza de Kenwood House en 2009.

Esa noche, unos 2000 invitados asistieron al baile en Kenwood House. Entre los asistentes se encontraban los pares el duque y la duquesa de Roxburghe (quienes también trajeron consigo un gran grupo que había cenado en su casa), el duque y la duquesa de Rutland y su hija Lady Diana Manners, el duque y la duquesa de Mánchester y su hijo Lord Charles Montagu, Katherine, duquesa viuda de Westminster, Constance, duquesa de Westminster, el duque y la duquesa de Wellington, el marqués y la marquesa de Salisbury y su hija Lady Mary Cecil, el marqués y la marquesa de Crewe y el conde y la condesa de Lonsdale. También asistieron el primer ministro H. H. Asquith, el presidente de la Cámara de los Comunes James Lowther y su esposa e hija, el embajador alemán Karl Max, el príncipe Lichnowsky, el embajador italiano el marqués Guglielmo Imperiali y el embajador español Alfonso Merry del Val.
La orquesta, traída de Viena, se instaló en la orangerie de la casa y la cena se sirvió bajo una marquesina en la terraza sur. La marquesina, que daba al lago, estaba decorada con cortinas de colores y molduras doradas. Durante el baile se bailó un tango.

## Eventos posteriores
El baile fue uno de los últimos eventos sociales importantes organizados por Miguel. Perdió su fortuna, derivada en gran parte de una planta embotelladora de agua mineral en Georgia, a manos de los bolcheviques durante la Revolución Rusa. Se volvió dependiente de una asignación del magnate de los diamantes y oficial del ejército británico Sir Harold Augustus Wernher, quien se había casado con Zia en 1917. Se vio obligado a renunciar al contrato de arrendamiento de Kenwood House ese mismo año. Al baile de presentación en sociedad de la hija de Zia y Wenher, Georgina, en 1937, también asistió el monarca reinante, Jorge VI (hijo de Jorge V y María).
Nada se había casado con el príncipe Jorge Mountbatten en 1916. La esposa de Miguel murió en 1927 y él murió en 1929.